# Albi di Jonathan Steele
Albi pubblicati del fumetto Jonathan Steele
| Indice Prima serie (Bonelli) 1999 • 2000 • 2001 • 2002 • 2003 • 2004 Seconda serie (Star Comics) 2004 • 2005 • 2006 • 2007 • 2008 • 2009 Albi Speciali Agenzia Incantesimi • Jonathan Steele Extra • Altre pubblicazioni Terza serie (Kappalab) Albi Fuori serie |

## Prima serie (Bonelli)

### Serie regolare
Periodicità: mensile - numero di pagine: 98

#### 1999
| Nr. | Titolo                     | Soggetto        | Sceneggiatura   | Disegni                                        | Copertina          |
| --- | -------------------------- | --------------- | --------------- | ---------------------------------------------- | ------------------ |
| 1   | L'isola misteriosa         | Federico Memola | Federico Memola | Gino Vercelli                                  | Giancarlo Olivares |
| 2   | La diga di Wanxian         | Federico Memola | Federico Memola | Tiziano Scanu                                  | Giancarlo Olivares |
| 3   | Sfida nella città sommersa | Federico Memola | Federico Memola | Tiziano Scanu, Teresa Marzia e Giacomo Pueroni | Giancarlo Olivares |
| 4   | La regina delle fate       | Federico Memola | Federico Memola | Teresa Marzia e Giacomo Pueroni                | Giancarlo Olivares |
| 5   | I signori del terrore      | Federico Memola | Federico Memola | Rossano Rossi                                  | Giancarlo Olivares |
| 6   | Il popolo dei sogni        | Federico Memola | Federico Memola | Giacomo Pueroni                                | Giancarlo Olivares |
| 7   | Il prigioniero             | Federico Memola | Federico Memola | Giacomo Pueroni                                | Giancarlo Olivares |
| 8   | Il crepuscolo degli dei    | Federico Memola | Federico Memola | Sergio Giardo                                  | Giancarlo Olivares |
| 9   | Operazione Lucifero        | Federico Memola | Federico Memola | Stefano Martino                                | Giancarlo Olivares |

#### 2000
| Nr. | Titolo                  | Soggetto        | Sceneggiatura                    | Disegni                           | Copertina          |
| --- | ----------------------- | --------------- | -------------------------------- | --------------------------------- | ------------------ |
| 10  | Il laboratorio segreto  | Federico Memola | Federico Memola e Stefano Vietti | Stefano Martino                   | Giancarlo Olivares |
| 11  | Il grande inganno       | Federico Memola | Federico Memola                  | Gianni Sedioli                    | Giancarlo Olivares |
| 12  | Le porte del tempo      | Federico Memola | Federico Memola                  | Gino Vercelli e Sergio Ponchione  | Giancarlo Olivares |
| 13  | Caccia al drago         | Federico Memola | Federico Memola                  | Sergio Giardo                     | Giancarlo Olivares |
| 14  | I ribelli del Sudan     | Federico Memola | Federico Memola                  | Sergio Giardo                     | Giancarlo Olivares |
| 15  | La foresta incantata    | Federico Memola | Federico Memola                  | Sergio Giardo                     | Giancarlo Olivares |
| 16  | L'isola fuori dal tempo | Federico Memola | Federico Memola                  | Gianni Sedioli                    | Giancarlo Olivares |
| 17  | Uomini serpente         | Federico Memola | Federico Memola                  | Gianni Sedioli                    | Giancarlo Olivares |
| 18  | Il regno delle ombre    | Federico Memola | Federico Memola                  | Sergio Giardo                     | Giancarlo Olivares |
| 19  | A un passo dall'inferno | Federico Memola | Federico Memola                  | Antonio Amodio e Sergio Ponchione | Giancarlo Olivares |
| 20  | Destinazione Cosmo      | Federico Memola | Federico Memola                  | Tiziano Scanu                     | Giancarlo Olivares |
| 21  | I vampiri dello spazio  | Federico Memola | Federico Memola                  | Tiziano Scanu                     | Giancarlo Olivares |

#### 2001
| Nr. | Titolo                 | Soggetto                         | Sceneggiatura                    | Disegni                           | Copertina          |
| --- | ---------------------- | -------------------------------- | -------------------------------- | --------------------------------- | ------------------ |
| 22  | Il volo dell'albatross | Federico Memola                  | Federico Memola                  | Giacomo Pueroni                   | Giancarlo Olivares |
| 23  | La donna dai due volti | Federico Memola                  | Federico Memola                  | Giacomo Pueroni                   | Giancarlo Olivares |
| 24  | Il momento di uccidere | Federico Memola                  | Federico Memola                  | Giacomo Pueroni                   | Giancarlo Olivares |
| 25  | Un nuovo mondo         | Federico Memola                  | Federico Memola                  | Sergio Giardo                     | Giancarlo Olivares |
| 26  | Legame di sangue       | Federico Memola                  | Federico Memola                  | Rossano Rossi                     | Giancarlo Olivares |
| 27  | I demoni della guerra  | Federico Memola                  | Federico Memola                  | Rossano Rossi                     | Giancarlo Olivares |
| 28  | Australia!             | Federico Memola e Stefano Vietti | Federico Memola e Stefano Vietti | Antonio Amodio                    | Giancarlo Olivares |
| 29  | La città del terrore   | Federico Memola                  | Federico Memola                  | Gino Vercelli                     | Giancarlo Olivares |
| 30  | Il palazzo di vetro    | Federico Memola                  | Federico Memola                  | Gino Vercelli                     | Giancarlo Olivares |
| 31  | L'abisso del tempo     | Federico Memola                  | Federico Memola                  | Antonio Amodio e Sergio Ponchione | Giancarlo Olivares |
| 32  | Il discepolo del male  | Federico Memola                  | Federico Memola                  | Sergio Giardo                     | Giancarlo Olivares |
| 33  | Obiettivo luna         | Federico Memola                  | Federico Memola                  | Sergio Giardo                     | Giancarlo Olivares |

#### 2002
| Nr. | Titolo                     | Soggetto         | Sceneggiatura    | Disegni                       | Copertina          |
| --- | -------------------------- | ---------------- | ---------------- | ----------------------------- | ------------------ |
| 34  | Vincitori e vinti          | Federico Memola  | Federico Memola  | Gianni Sedioli                | Giancarlo Olivares |
| 35  | L'arma invincibile         | Federico Memola  | Federico Memola  | Giacomo Pueroni               | Giancarlo Olivares |
| 36  | Carmilla                   | Vincenzo Beretta | Vincenzo Beretta | Sergio Ponchione              | Giancarlo Olivares |
| 37  | Sotto il cielo del Messico | Federico Memola  | Federico Memola  | Gino Vercelli                 | Giancarlo Olivares |
| 38  | Il pueblo perduto          | Federico Memola  | Federico Memola  | Gino Vercelli                 | Giancarlo Olivares |
| 39  | Progetto Atlantide         | Federico Memola  | Federico Memola  | Sergio Giardo                 | Giancarlo Olivares |
| 40  | Grosso guaio a Hong Kong   | Federico Memola  | Federico Memola  | Gianni Sedioli                | Giancarlo Olivares |
| 41  | Il muro dell'odio          | Federico Memola  | Federico Memola  | Giacomo Pueroni               | Giancarlo Olivares |
| 42  | Il signore della morte     | Federico Memola  | Federico Memola  | Antonio Amodio                | Giancarlo Olivares |
| 43  | Il giardino di pietra      | Federico Memola  | Federico Memola  | Teresa Marzia e Jacopo Brandi | Giancarlo Olivares |
| 44  | Presenze                   | Federico Memola  | Federico Memola  | Tiziano Scanu                 | Giancarlo Olivares |
| 45  | Odissea nell'ignoto        | Federico Memola  | Federico Memola  | Gino Vercelli                 | Giancarlo Olivares |

#### 2003
| Nr. | Titolo                    | Soggetto        | Sceneggiatura   | Disegni                                      | Copertina          |
| --- | ------------------------- | --------------- | --------------- | -------------------------------------------- | ------------------ |
| 46  | Il popolo delle foreste   | Federico Memola | Federico Memola | Sergio Giardo                                | Giancarlo Olivares |
| 47  | La schiava del califfo    | Federico Memola | Federico Memola | Sergio Giardo e Antonella Platano            | Giancarlo Olivares |
| 48  | Il mare delle nebbie      | Federico Memola | Federico Memola | Luca Raimondo                                | Giancarlo Olivares |
| 49  | Il segreto delle Nereidi  | Federico Memola | Federico Memola | Gino Vercelli                                | Giancarlo Olivares |
| 50  | Frammenti di realtà       | Federico Memola | Federico Memola | Sergio Giardo                                | Giancarlo Olivares |
| 51  | Le figlie di Kronos       | Elettra Gorni   | Elettra Gorni   | Sergio Ponchione                             | Giancarlo Olivares |
| 52  | Le lacrime di Amaterasu   | Federico Memola | Federico Memola | Gino Vercelli                                | Giancarlo Olivares |
| 53  | La guerra segreta         | Federico Memola | Federico Memola | Giacomo Pueroni                              | Giancarlo Olivares |
| 54  | La strega scarlatta       | Federico Memola | Federico Memola | Teresa Marzia, Tiziano Scanu e Jacopo Brandi | Giancarlo Olivares |
| 55  | Gli innocenti             | Federico Memola | Federico Memola | Sergio Giardo                                | Giancarlo Olivares |
| 56  | Bersaglio mobile          | Federico Memola | Federico Memola | Sergio Ponchione                             | Giancarlo Olivares |
| 57  | La vera storia di Jasmine | Federico Memola | Federico Memola | Luca Raimondo                                | Giancarlo Olivares |

#### 2004
| Nr. | Titolo                      | Soggetto        | Sceneggiatura   | Disegni                                       | Copertina          |
| --- | --------------------------- | --------------- | --------------- | --------------------------------------------- | ------------------ |
| 58  | Odio implacabile            | Federico Memola | Federico Memola | Antonio Amodio                                | Giancarlo Olivares |
| 59  | I fuggitivi                 | Federico Memola | Federico Memola | Andrea Bormida                                | Giancarlo Olivares |
| 60  | Il vaso di Pandora          | Federico Memola | Federico Memola | Tiziano Scanu, Jacopo Brandi e Antonio Amodio | Giancarlo Olivares |
| 61  | La guerra degli dei         | Federico Memola | Federico Memola | Stefano Martino                               | Giancarlo Olivares |
| 62  | Invasori da un altro mondo  | Federico Memola | Federico Memola | Sergio Giardo                                 | Giancarlo Olivares |
| 63  | La fine della Crimson Seven | Federico Memola | Federico Memola | Giacomo Pueroni                               | Giancarlo Olivares |
| 64  | I mondi di Jonathan Steele  | Federico Memola | Federico Memola | Sergio Ponchione                              | Giancarlo Olivares |

## Seconda serie (Star Comics)

### Serie regolare
Periodicità: mensile - numero di pagine: 98
In questa nuova serie, capita spesso che in un volumetto siano presenti più racconti con titoli diversi: per ognuno di essi sono stati indicati i relativi soggettisti e disegnatori.

#### 2004
| Nr. | Titolo Albo            | Titoli Racconti        | Testi           | Disegni | Copertina     |
| --- | ---------------------- | ---------------------- | --------------- | --- | ------------- |
| 0   | Racconti perduti       | Racconti perduti       | Federico Memola | Adriana Farina, Filippo Dulciora, Stefano Martino, Paolo Armitano, Tiziano Scanu, Teresa Marzia e Jacopo Brandi | Teresa Marzia |
| 1   | Gli occhi della fenice | Gli occhi della fenice | Federico Memola | Stefano Martino e Riccardo Crosa                                                                                | Teresa Marzia |
| 2   | I mastini della guerra | I mastini della guerra | Federico Memola | Vito Rallo | Teresa Marzia |

#### 2005
| Nr. | Titolo Albo                     | Titoli Racconti                 | Testi           | Disegni                                                            | Copertina     |
| --- | ------------------------------- | ------------------------------- | --------------- | ------------------------------------------------------------------ | ------------- |
| 3   | Il sentiero oscuro              | Il sentiero oscuro              | Federico Memola | Ambra Colombani, Jacopo Brandi, Riccardo Bogani e Sergio Ponchione | Teresa Marzia |
| 4   | Straniero in terra straniera    | Straniero in terra straniera    | Federico Memola | Giacomo Pueroni                                                    | Teresa Marzia |
| 5   | Nemico di Atlantide             | Nemico di Atlantide             | Federico Memola | Tiziano Scanu                                                      | Teresa Marzia |
| 5   | Nemico di Atlantide             | Il popolo migratore             | Federico Memola | Antonio Menin                                                      | Teresa Marzia |
| 6   | Il popolo della notte eterna    | Il popolo della notte eterna    | Federico Memola | Marco Guerrieri                                                    | Teresa Marzia |
| 7   | Il sigillo dell'apocalisse      | Il sigillo dell'apocalisse      | Federico Memola | Stefano Martino                                                    | Teresa Marzia |
| 8   | La memoria della Terra          | La memoria della Terra          | Federico Memola | Gianluca Cerritelli, Jacopo Brandi e Alessandro Scacchia           | Teresa Marzia |
| 9   | L'ombra del predatore           | L'ombra del predatore           | Federico Memola | Stefano Martino, Gianluigi Gregorini e Tiziano Scanu               | Mario Alberti |
| 10  | I segreti di Atlantide          | I segreti di Atlantide          | Federico Memola | Giacomo Pueroni                                                    | Teresa Marzia |
| 10  | I segreti di Atlantide          | L'estate oscura                 | Federico Memola | Ivan Zoni                                                          | Teresa Marzia |
| 11  | La fiamma del peccato           | La fiamma del peccato           | Federico Memola | Ambra Colombani e Antonio Menin                                    | Teresa Marzia |
| 11  | La fiamma del peccato           | La fine delle illusioni         | Federico Memola | Luigi Cavenago                                                     | Teresa Marzia |
| 12  | La città delle speranze perdute | La città delle speranze perdute | Federico Memola | Sergio Ponchione                                                   | Teresa Marzia |
| 12  | La città delle speranze perdute | Regola per sopravvivere         | Federico Memola | Marco Checchetto                                                   | Teresa Marzia |
| 13  | Gli uccisori di angeli          | Gli uccisori di angeli          | Federico Memola | Vito Rallo                                                         | Teresa Marzia |
| 13  | Gli uccisori di angeli          | Il seme del caos                | Federico Memola | Alberto Ponticelli                                                 | Teresa Marzia |
| 13  | Gli uccisori di angeli          | Il dio prigioniero              | Teresa Marzia   | Teresa Marzia e Jacopo Brandi                                      | Teresa Marzia |
| 14  | I custodi di universi           | I custodi di universi           | Federico Memola | Stefano Martino                                                    | Teresa Marzia |
| 14  | I custodi di universi           | La scelta                       | Federico Memola | Gianluigi Gregorini                                                | Teresa Marzia |

#### 2006
| Nr. | Titolo Albo                  | Titoli Racconti              | Testi                           | Disegni                                      | Copertina     |
| --- | ---------------------------- | ---------------------------- | ------------------------------- | -------------------------------------------- | ------------- |
| 15  | Il giorno dopo               | Il giorno dopo               | Federico Memola                 | Alessio Beccati e Gigi Baldassini            | Teresa Marzia |
| 15  | Il giorno dopo               | La promessa sposa            | Federico Memola                 | Adriana Farina                               | Teresa Marzia |
| 16  | I cacciatori di stelle       | I cacciatori di stelle       | Federico Memola                 | Tiziano Scanu                                | Teresa Marzia |
| 16  | I cacciatori di stelle       | Storia di ragazze            | Federico Memola                 | Mirco Bonini e Mirco Pierfederici            | Teresa Marzia |
| 17  | Il mio nemico                | Il mio nemico                | Federico Memola                 | Marco Guerrieri                              | Teresa Marzia |
| 17  | Il mio nemico                | Fuori dall'ombra             | Federico Memola                 | Ivan Zoni                                    | Teresa Marzia |
| 17  | Il mio nemico                | (Epilogo)                    | Federico Memola                 | Vito Rallo                                   | Teresa Marzia |
| 18  | La donna che visse due volte | La donna che visse due volte | Federico Memola e Elettra Gorni | Cosimo Ferri e Luigi Cavenago                | Teresa Marzia |
| 19  | Il risveglio dell'innocenza  | Il risveglio dell'innocenza  | Federico Memola e Elettra Gorni | Cosimo Ferri e Luigi Cavenago                | Teresa Marzia |
| 19  | Il risveglio dell'innocenza  | Reazione a catena            | Federico Memola                 | Antonio Menin                                | Teresa Marzia |
| 20  | C'era una volta un ladro     | C'era una volta un ladro     | Federico Memola                 | Giacomo Pueroni                              | Teresa Marzia |
| 21  | Pantera rossa                | Pantera rossa                | Federico Memola                 | Gianluca Cerritelli e Jacopo Brandi          | Teresa Marzia |
| 21  | Pantera rossa                | Demoni e Dei                 | Federico Memola                 | Manuela Soriani                              | Teresa Marzia |
| 21  | Pantera rossa                | Anima nera                   | Federico Memola                 | Marco Guerrieri                              | Teresa Marzia |
| 22  | L'occhio nel cielo           | L'occhio nel cielo           | Federico Memola                 | Gianluigi Gregorini                          | Teresa Marzia |
| 23  | Il buio oltre la luce        | Il buio oltre la luce        | Federico Memola                 | Paolo Pantalena, Ivan Vitolo e Sergio Gerasi | Teresa Marzia |
| 24  | Il dominio dei draghi        | Il dominio dei draghi        | Federico Memola                 | Sergio Ponchione                             | Teresa Marzia |
| 25  | La regina dei demoni         | La regina dei demoni         | Federico Memola                 | Cosimo Ferri                                 | Teresa Marzia |
| 25  | La regina dei demoni         | Una giornata all'inferno     | Federico Memola                 | Marco Checchetto                             | Teresa Marzia |
| 26  | Punto di non ritorno         | Punto di non ritorno         | Federico Memola                 | Tiziano Scanu                                | Teresa Marzia |

#### 2007
| Nr. | Titolo Albo                      | Titoli Racconti                  | Testi           | Disegni                                            | Copertina                                        |
| --- | -------------------------------- | -------------------------------- | --------------- | -------------------------------------------------- | ------------------------------------------------ |
| 27  | All'ombra dell'inferno           | All'ombra dell'inferno           | Federico Memola | Vito Rallo                                         | Mario Alberti                                    |
| 27  | All'ombra dell'inferno           | Magia africana                   | Federico Memola | Ambra Colombani                                    | Mario Alberti                                    |
| 28  | Paradiso perduto                 | Paradiso perduto                 | Federico Memola | Ivan Zoni e Luigi Cavenago                         | Teresa Marzia                                    |
| 29  | Il demone dentro di noi          | Il demone dentro di noi          | Federico Memola | Mirco Pierfederici, Sergio Gerasi e Andrea Fattori | Teresa Marzia                                    |
| 30  | Principessa senza regno          | Principessa senza regno          | Federico Memola | Mirco Bonini e Alex Massacci                       | Mario Alberti                                    |
| 30  | Principessa senza regno          | Il prezzo del dolore             | Federico Memola | Tiziano Scanu                                      | Mario Alberti                                    |
| 31  | Cuore spezzato                   | Cuore spezzato                   | Federico Memola | Cosimo Ferri                                       | Mario Alberti                                    |
| 32  | Il segreto dell'acqua            | Il segreto dell'acqua            | Federico Memola | Michela Da Sacco                                   | Teresa Marzia                                    |
| 33  | L'impossibilità di essere un dio | L'impossibilità di essere un dio | Federico Memola | Sergio Gerasi                                      | Teresa Marzia                                    |
| 34  | Nuova Atlantide                  | Nuova Atlantide                  | Federico Memola | Luigi Cavenago                                     | Teresa Marzia                                    |
| 34  | Nuova Atlantide                  | N.E.C.C.P.G.                     | Federico Memola | Tiziano Scanu                                      | Teresa Marzia                                    |
| 35  | Doppia morte                     | Doppia morte                     | Federico Memola | Giacomo Pueroni                                    | Teresa Marzia, Oscar Celestini                   |
| 36  | Il cuore della tigre             | Il cuore della tigre             | Federico Memola | Manuela Soriani                                    | Teresa Marzia (disegni) Oscar Celestini (colori) |
| 37  | Il colore del cielo              | Il colore del cielo              | Federico Memola | Gianluigi Gregorini                                | Teresa Marzia                                    |
| 38  | La fiamma di Shamazan            | La fiamma di Shamazan            | Federico Memola | Gianluca Cerritelli e Gigi Baldassini              | Teresa Marzia                                    |

#### 2008
| Nr. | Titolo Albo                                | Titoli Racconti                            | Testi                                 | Disegni                                                                              | Copertina                                        |
| --- | ------------------------------------------ | ------------------------------------------ | ------------------------------------- | ------------------------------------------------------------------------------------ | ------------------------------------------------ |
| 39  | Gli invasori                               | Gli invasori                               | Federico Memola                       | Alex Massacci                                                                        | Teresa Marzia                                    |
| 39  | Gli invasori                               | Le colpe dei padri                         | Federico Memola                       | Valentina Romeo                                                                      | Teresa Marzia                                    |
| 40  | Exodus                                     | Exodus                                     | Federico Memola                       | Cosimo Ferri e Samanta Cefaliello (chine)                                            | Teresa Marzia                                    |
| 41  | La guerra delle ombre                      | La guerra delle ombre                      | Federico Memola                       | Michela Da Sacco                                                                     | Teresa Marzia                                    |
| 42  | La città silente                           | La città silente                           | Federico Memola e Francesco Matteuzzi | Ivan Zoni                                                                            | Teresa Marzia                                    |
| 43  | L'arte del furto                           | L'arte del furto                           | Federico Memola                       | Antonio Menin e Vincenzo Acunzo                                                      | Teresa Marzia                                    |
| 44  | I trafficanti di anime                     | I trafficanti di anime                     | Federico Memola                       | Giacomo Pueroni                                                                      | Teresa Marzia                                    |
| 45  | Le radici del male                         | Le radici del male                         | Federico Memola                       | Cosimo Ferri                                                                         | Teresa Marzia                                    |
| 45  | Le radici del male                         | Bianco e noir                              | Federico Memola                       | Joachim Tilloca                                                                      | Teresa Marzia                                    |
| 46  | L'ultima dei perduti dei                   | L'ultima dei perduti dei                   | Federico Memola                       | Manuela Soriani                                                                      | Teresa Marzia                                    |
| 47  | I cancelli dell'inferno                    | I cancelli dell'inferno                    | Federico Memola                       | Luigi Cavenago                                                                       | Teresa Marzia                                    |
| 48  | La fine dei sogni                          | La fine dei sogni                          | Federico Memola                       | Michela Da Sacco (matite), Gigi Baldassini (chine) e Gianluigi Gregorini (pgg. 1-13) | Teresa Marzia                                    |
| 49  | La principessa (demoniaca) delle fate      | La principessa (demoniaca) delle fate      | Federico Memola                       | Christopher Possenti                                                                 | Teresa Marzia                                    |
| 50  | Cosa fare all'inferno quando non sei morto | Cosa fare all'inferno quando non sei morto | Federico Memola                       | Lorenzo Pastrovicchio e Alessandro Pastrovicchio                                     | Lorenzo Pastrovicchio e Alessandro Pastrovicchio |

#### 2009
| Nr. | Titolo Albo             | Titoli Racconti         | Testi                              | Disegni            | Copertina     |  |
| --- | ----------------------- | ----------------------- | ---------------------------------- | ------------------ | ------------- |  |
| 51  | L'uomo senza volto      | L'uomo senza volto      | Federico Memola e Francesco Donato | Luisa Russo        | Teresa Marzia |  |
| 52  | Il marchio del serpente | Il marchio del serpente | Federico Memola                    | Marco Hassman      | Teresa Marzia |  |
| 53  | Il futuro di Atlantide  | Il futuro di Atlantide  | Federico Memola                    | Massimo Dall'oglio | Teresa Marzia |  |

### Albi Speciali

#### Agenzia Incantesimi
| Nr. | Data di uscita | Titoli Racconti                              | Testi                               | Disegni | Copertina                                        |
| --- | -------------- | -------------------------------------------- | ----------------------------------- | --- | ------------------------------------------------ |
| 1   | ottobre 2005   | La voce di un angelo                         | Federico Memola                     | Marco Checchetto                                                                                           | David Messina                                    |
| 1   | ottobre 2005   | Benvenuti all'Agenzia Incantesimi            | Federico Memola                     | Daniele Statella                                                                                           | David Messina                                    |
| 1   | ottobre 2005   | La regina dei goblin                         | Federico Memola                     | Sergio Ponchione                                                                                           | David Messina                                    |
| 1   | ottobre 2005   | ...Cleopatra!                                | Federico Memola                     | Riccardo Crosa (disegni) e M. Guadagni (colori)                                                            | David Messina                                    |
| 1   | ottobre 2005   | L'uomo di ghiaccio                           | Federico Memola                     | Gianni Sedioli (disegni) e Elettra Gorni (colori)                                                          | David Messina                                    |
| 1   | ottobre 2005   | L'ora dei supereroi                          | Federico Memola                     | Gianluca Cerritelli                                                                                        | David Messina                                    |
| 1   | ottobre 2005   | La notte perduta                             | Federico Memola                     | Andrea Strarosti (disegni) e Laura Brancati (colori)                                                       | David Messina                                    |
| 2   | novembre 2006  | Furia selvaggia                              | Federico Memola                     | Riccardo Crosa (disegni) e M. Guadagni (colori)                                                            | Corrado Mastantuono                              |
| 2   | novembre 2006  | Perdute!                                     | Federico Memola                     | Gianni Sedioli(disegni) e Oscar Celestini (colori)                                                         | Corrado Mastantuono                              |
| 2   | novembre 2006  | Sex in the city                              | Federico Memola                     | Giuseppe Manunta                                                                                           | Corrado Mastantuono                              |
| 2   | novembre 2006  | Chopper chips in Tokyo                       | Elettra Gorni                       | Elettra Gorni                                                                                              | Corrado Mastantuono                              |
| 2   | novembre 2006  | La vendetta dei goblin                       | Francesca Da Sacco                  | Francesca Da Sacco, Michela Da Sacco, Manuela Soriani (disegni), Bonisoli, Grossi e Ivan Annibali (colori) | Corrado Mastantuono                              |
| 2   | novembre 2006  | Una giornata all'inferno                     | Federico Memola                     | Marco Checchetto                                                                                           | Corrado Mastantuono                              |
| 3   | Novembre 2007  | La grande battaglia di Evernight             | Federico Memola                     | Cosimo Ferri                                                                                               | Giuseppe Manunta                                 |
| 3   | Novembre 2007  | La valle della discordia                     | Francesca Da Sacco                  | Francesca Da Sacco (disegni) e Ivan Annibali (colori)                                                      | Giuseppe Manunta                                 |
| 3   | Novembre 2007  | Missione davvero impossibile!                | Elettra Gorni                       | Marco Guerrieri Studio Kaboom                                                                              | Giuseppe Manunta                                 |
| 3   | Novembre 2007  | Il giudizio di Jasmine                       | Federico Memola                     | Michele Buscalferri (disegni) e Pierpaolo Putignano (colori)                                               | Giuseppe Manunta                                 |
| 3   | Novembre 2007  | Camerierine magiche                          | Elettra Gorni                       | Elettra Gorni                                                                                              | Giuseppe Manunta                                 |
| 3   | Novembre 2007  | Il mistero dell'elefante d'oro               | Francesca Da Sacco                  | Michela Da Sacco (disegni) e F. D'Auria (colori)                                                           | Giuseppe Manunta                                 |
| 4   | Novembre 2008  | I reami perduti                              | Federico Memola                     | Roberto Di Salvo (disegni e chine) e Quirino Calderone (chine)                                             | Sergio Gerasi (disegni) e Marco Hasmann (colori) |
| 4   | Novembre 2008  | Myriam di molti mondi                        | Gianluca Cerritelli                 | Gianluca Cerritelli                                                                                        | Sergio Gerasi (disegni) e Marco Hasmann (colori) |
| 4   | Novembre 2008  | I gatti dello zoo di Parigi                  | Federico Memola                     | Teresa Marzia                                                                                              | Sergio Gerasi (disegni) e Marco Hasmann (colori) |
| 4   | Novembre 2008  | Jurassic love                                | Elettra Gorni                       | Elettra Gorni                                                                                              | Sergio Gerasi (disegni) e Marco Hasmann (colori) |
| 4   | Novembre 2008  | Il cane che sapeva troppo                    | Federico Memola                     | Mauro Masi                                                                                                 | Sergio Gerasi (disegni) e Marco Hasmann (colori) |
| 4   | Novembre 2008  | Tutti quanti vogliono Myriam                 | Federico Memola                     | Oscar Celestini                                                                                            | Sergio Gerasi (disegni) e Marco Hasmann (colori) |
| 5   | Ottobre 2009   | Il dente del drago                           | Federico Memola                     | Luisa Russo                                                                                                | Mirka Andolfo                                    |
| 5   | Ottobre 2009   | Lady Lilith                                  | Federico Memola                     | Lucilla Stellato                                                                                           | Mirka Andolfo                                    |
| 5   | Ottobre 2009   | Il potere e la gloria... e altre sciocchezze | Teresa Marzia (con Federico Memola) | Teresa Marzia                                                                                              | Mirka Andolfo                                    |
| 5   | Ottobre 2009   | Buonasera con... il caos!                    | Federico Memola                     | Vanessa Belardo e Rossana Bugini                                                                           | Mirka Andolfo                                    |
| 5   | Ottobre 2009   | Cuore di bambola                             | Federico Memola                     | Gianluca Maconi                                                                                            | Mirka Andolfo                                    |

#### Jonathan Steele Extra
| Nr. | Data di uscita | Titolo Albo          | Titoli Racconti                                | Testi                              | Disegni                                          | Copertina                                           |
| --- | -------------- | -------------------- | ---------------------------------------------- | ---------------------------------- | ------------------------------------------------ | --------------------------------------------------- |
| 1   | aprile 2008    | Fuochi nella notte   | Fuochi nella notte                             | Francesca Da Sacco                 | Tiziano Scanu, Michela Da Sacco, Gigi Baldassini | Stefano Caselli (disegni) e Daniele Rudoni (colori) |
| 1   | aprile 2008    | Fuochi nella notte   | Le vite degli altri                            | Federico Memola                    | Massimo Dall'Oglio                               | Stefano Caselli (disegni) e Daniele Rudoni (colori) |
| 1   | aprile 2008    | Fuochi nella notte   | Prigioniera dell'Antartide                     | Federico Memola                    | Paolo Pantalena                                  | Stefano Caselli (disegni) e Daniele Rudoni (colori) |
| 1   | aprile 2008    | Fuochi nella notte   | Il club delle giovani streghe                  | Federico Memola                    | Vito Rallo                                       | Stefano Caselli (disegni) e Daniele Rudoni (colori) |
| 1   | aprile 2008    | Fuochi nella notte   | Il laboratorio del male                        | Francesco Donato e Federico Memola | Marco Baiocco                                    | Stefano Caselli (disegni) e Daniele Rudoni (colori) |
| 2   | ottobre 2008   | Quando cadono i lupi | Quando cadono i lupi                           | Federico Memola                    | Valentina Romeo                                  | Davide Gianfelice                                   |
| 2   | ottobre 2008   | Quando cadono i lupi | La muta infernale                              | Francesca Da Sacco                 | Enza Fontana                                     | Davide Gianfelice                                   |
| 2   | ottobre 2008   | Quando cadono i lupi | Chiarmilla                                     | Vincenzo Beretta                   | Sergio Ponchione                                 | Davide Gianfelice                                   |
| 3   | aprile 2009    | I demoni del mare    | I demoni del mare                              | Federico Memola                    | Ambra Colombani e Lucilla Stellato               | Denis Medri                                         |
| 3   | aprile 2009    | I demoni del mare    | Il caos dentro di noi                          | Federico Memola                    | Manuel Bracchi                                   | Denis Medri                                         |
| 3   | aprile 2009    | I demoni del mare    | Strada senza uscita                            | Federico Memola                    | Joachim Tilloca                                  | Denis Medri                                         |
| 4   | giugno 2009    | 1000 cadaveri        | 1000 cadaveri                                  | Federico Memola                    | Michela Da Sacco e Gigi Baldassini               | Elena Casagrande e Ilaria Traversi                  |
| 4   | giugno 2009    | 1000 cadaveri        | Dream Network                                  | Federico Memola                    | Vanessa Belardo                                  | Elena Casagrande e Ilaria Traversi                  |
| 4   | giugno 2009    | 1000 cadaveri        | Un semplice sogno d'amore                      | Federico Memola                    | Federica Manfredi                                | Elena Casagrande e Ilaria Traversi                  |
| 5   | dicembre 2009  | L'uomo senza cuore   | parte prima: Morto che cammina                 | Federico Memola                    | Cosimo Ferri                                     | Mirka Andolfo                                       |
| 5   | dicembre 2009  | L'uomo senza cuore   | parte seconda: Il ponte sull'abisso            | Federico Memola                    | Michela Da Sacco                                 | Mirka Andolfo                                       |
| 5   | dicembre 2009  | L'uomo senza cuore   | parte terza: La città delle speranze ritrovate | Federico Memola                    | Riccardo Crosa                                   | Mirka Andolfo                                       |
| 5   | dicembre 2009  | L'uomo senza cuore   | parte quarta: La fine del viaggio              | Federico Memola                    | Alex Massacci                                    | Mirka Andolfo                                       |

#### Altre pubblicazioni
| Nr. | Data di uscita | Riferimento                         | Serie               | Titolo                | Testi                              | Disegni | Copertina     |
| --- | -------------- | ----------------------------------- | ------------------- | --------------------- | ---------------------------------- | --- | ------------- |
| 1   | marzo 2005     | Strike n. 1                         | Jonathan Steele     | La voce di un angelo  | Federico Memola                    | Marco Checchetto | Carlos Diez   |
| 2   | maggio 2005    | Strike n. 3                         | Agenzia Incantesimi | La regina dei Goblin  | Federico Memola                    | Sergio Ponchione | Carlos Diez   |
| 3   | luglio 2005    | Strike n. 5                         | Agenzia Incantesimi | ...Cleopatra!         | Federico Memola                    | Riccardo Corsa | Carlos Diez   |
| 4   | luglio 2006    | Rivista "Altrimondi"                | Jonathan Steele     | Il popolo dimenticato | Federico Memola                    | Mirco Pierdefederici                                                                                                 | Mario Alberti |
| 5   | ottobre 2006   | Buon Compleanno 20 anni Star Comics | Jonathan Steele     | Ritorno al passato    | Federico Memola / Vincenzo Beretta | Ivan Vitolo, Paolo Pantalena, Giuseppe Candita, Giacomo Pueroni, Valentina Romeo, Vincenzo Acunzo e Sergio Ponchione | Luca Rossi    |

## Terza serie (Kappalab)
| Nr. | Data di uscita | Titolo | Testi           | Disegni         | Copertina       |
| --- | -------------- | ------ | --------------- | --------------- | --------------- |
| 1   | gennaio 2013   | Noir   | Federico Memola | Joachim Tilloca | Joachim Tilloca |
| 2   | novembre 2014  | Rouge  | Federico Memola | Joachim Tilloca | Joachim Tilloca |
| 3   | ottobre 2016   | Blanc  | Federico Memola | Joachim Tilloca | Joachim Tilloca |

## Albi Fuori serie

### Pubblicazioni aperiodiche realizzate per convention o eventi fumettistici
| Nr. | Data di uscita | Riferimento                      | Titolo                   | Testi                           | Disegni              | Copertina          | Editore       |
| --- | -------------- | -------------------------------- | ------------------------ | ------------------------------- | -------------------- | ------------------ | ------------- |
| 1   | settembre 1997 | Comiconvention Milano 1997       | Grosso guaio a Milano    | Federico Memola                 | Gianni Sedioli       | Stefano Martino    | Graffiti      |
| 2   | luglio 2006    | Albi a fumetti Riminicomix n. 6  | Il cacciatore di spettri | Federico Memola / Teresa Tarzia | Teresa Marzia        | Mario Alberti      | Cartoon Club  |
| 3   | giugno 2007    | Walhalla n. 7                    | Battuta di caccia        | Federico Memola                 | Daniele Tomasi       |                    | ComixComunity |
| 4   | settembre 2007 | Jonathan Steele Speciale 10 anni | Storie di vecchi marinai | Federico Memola                 | Sergio Ponchione     | Giancarlo Olivares | Arcadia       |
| 4   | settembre 2007 | Jonathan Steele Speciale 10 anni | Quando i soli tramontano | Federico Memola                 | Mirco Pierdefederici | Giancarlo Olivares | Arcadia       |
| 5   | maggio 2015    | L'Insonne & Jonathan Steele      | La Madonna del Drago     | Federico Memola                 | Federico Vicentini   | Federico Vicentini | Rovigo Comics |